# Маруан Шамах
Маруа́н Шама́х (араб. مروان الشماخ‎, фр. Marouane Chamakh; 10 січня 1984, Тоннен, Франція) — марокканський футболіст, нападник.

## Клубна кар'єра

### Ранні роки
Шамах народився 10 січня 1984 року в містечку Тоннен, недалеко від річки Гаронни, в сім'ї вихідців з Марокко. Його батько, аль-Мустафа Шамах, переїхав до Франції з Касабланки в 1979 році в пошуках роботи. Шамах почав свою футбольну кар'єру у віці чотирьох років грав за місцевий клуб ФК «Нерак» в довколишній комуні Нерак. Після 6 років проведених в ФК «Нерак», Маруан переходить в ФК «Марманд». У ФК «Марманд» Шамах поліпшив свої фізичні навички і вперше брав участь у Кубку Франції в регіоні Аквітанія.

### «Бордо»

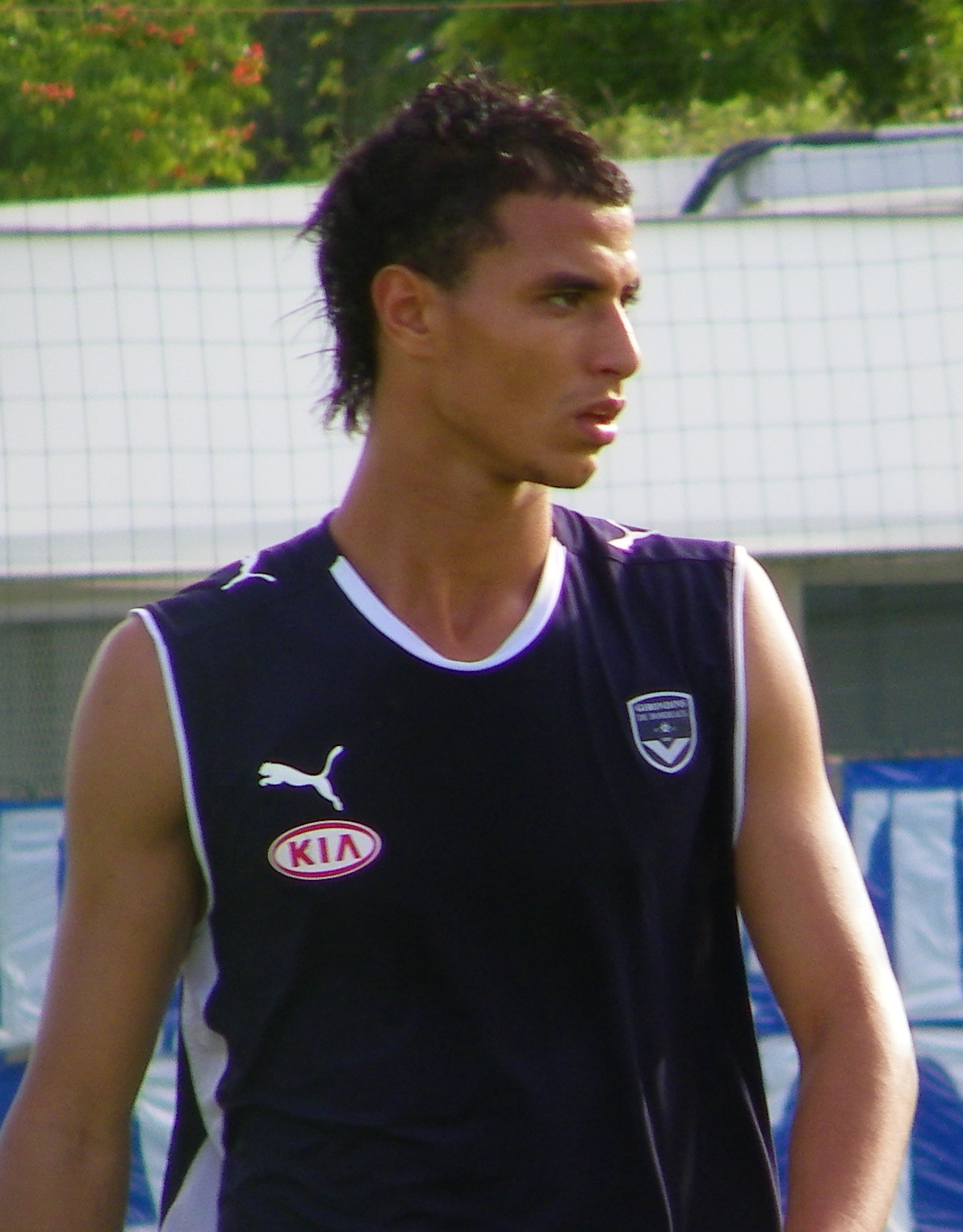
Маруан Шамах під час виступів за «Бордо». 2009 рік.

У 2000 році відразу кілька клубів Фразнцузької Ліги 1 зацікавилися послугами марокканця, серед яких були «Ланс», «Тулуза», «Лор'ян» і «Бордо». Після деякого часу Маруан підписав контракт з «Бордо». Привідом тому була можливість знаходиться ближче до сім'ї і інфраструктура та тренерський колектив жірондінців. Після переїзду в «Бордо» Шамах почав виступати в молодіжному складі одночасно відвідуючи університет, де він невдовзі отримав диплом фінансиста.
Влітку 2002 року Маруан Шамах підписав свій перший професійний контракт з клубом строком на 3 роки. Першу половину сезону 2002—2003 Маруан провів граючи в 4 дивізіоні, однак у період зимового міжсезоння був покликаний в основну команду головним тренером Елі Баупом. 19 січня Шамах дебютував в основному складі команди в Кубоку Французької ліги в матчі проти «Меца» вийшовши на заміну на 85 хвилині, той матч жірондінці програли.
Свій перший гол Маруан забив у ворота «Ніцци» 20 травня 2003 року, зрівнявши рахунок за хвилину до закінчення осноновного часу, зустріч та закінчилася рахунком 1-1.
Сезон 2002—2003 Шамах закінчив з 14 виступами і з одним забитим голом. У наступному сезоні він остаточно перейшов до основного складу «Бордо», а тренер Мішель Павон дав можливість марокканцю виступати в першому складі.
У сезоні 2003—2004 Маруан забив в цілому 10 м'ячів у 33 матчах, 6 у лізі і 4 в Кубку УЄФА.

### Англійський інтерес

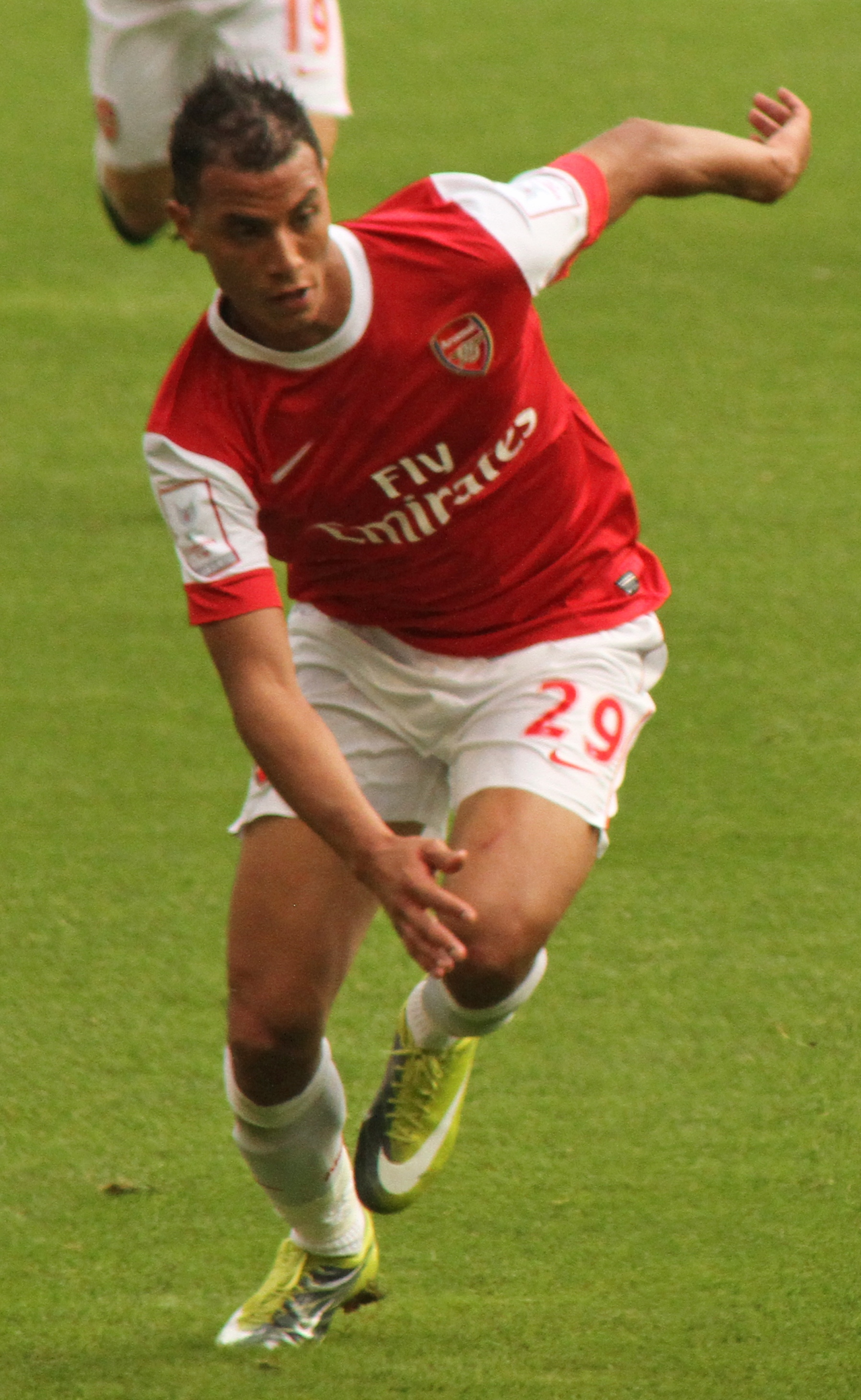
Маруан Шамах під час виступів за «Арсеналу». 31 липня 2010 року.

6 травня 2009 року англійська «Daily Mail» повідомила про інтерес до Шамаху з боку «Тоттенгема», «Арсеналу» і «Ліверпуля». У газеті казалося про те, що тренер «шпор» Гаррі Реднапп хотів запросити гравця до себе ще з часів тренування «Портсмута». Сам гравець в інтерв'ю французькій «L'Equipe» це підтвердив, сказавши, що вважає саме «Тоттенгем» клубом, в якому він зміг би заграти, бо, на думку Шамаха, він недостатньо гарний, щоб виступати за клуби рівня «Арсеналу» і «Ліверпуля». На початку січня 2010 року знову з'явилися повідомлення про те, що Шамах, контракт якого з «Бордо» закінчується влітку 2010, може перебратися до Англії — до «Ліверпуля» або «Арсеналу». 9 лютого Рафаель Бенітес, який на той час тренував «Ліверпуль» визнав свою поразку в спробах підписати Шамаха. На початку травня 2010 Шамах заявив, що у нього були пропозиції від «Ліверпуля», «Тоттенхема» і кількох клубів з Росії, однак він вибрав «Арсенал». 21 травня Маруан підписав довгостроковий контракт з «канонірами».

### «Арсенал»
21 травня Маруан перейшов в «Арсенал» як вільний агент. Офіційно Маруан одягнув майку «канонірів» тільки 1 липня. Дебют у новому клубі відбувся в матчі проти «Ліверпуля».
Більшу частину матчу йому не вдавалося позбутися від щільної опіки з боку противника, однак у кінцівці матчу саме його дії змусили помилитися Рейну, що призвело до автоголу.
У наступних дев'яти матчах забив п'ять голів, причому найчастіше його голи ставали вирішальними, також заробив п'ять пенальті, чотири з яких були реалізовані.

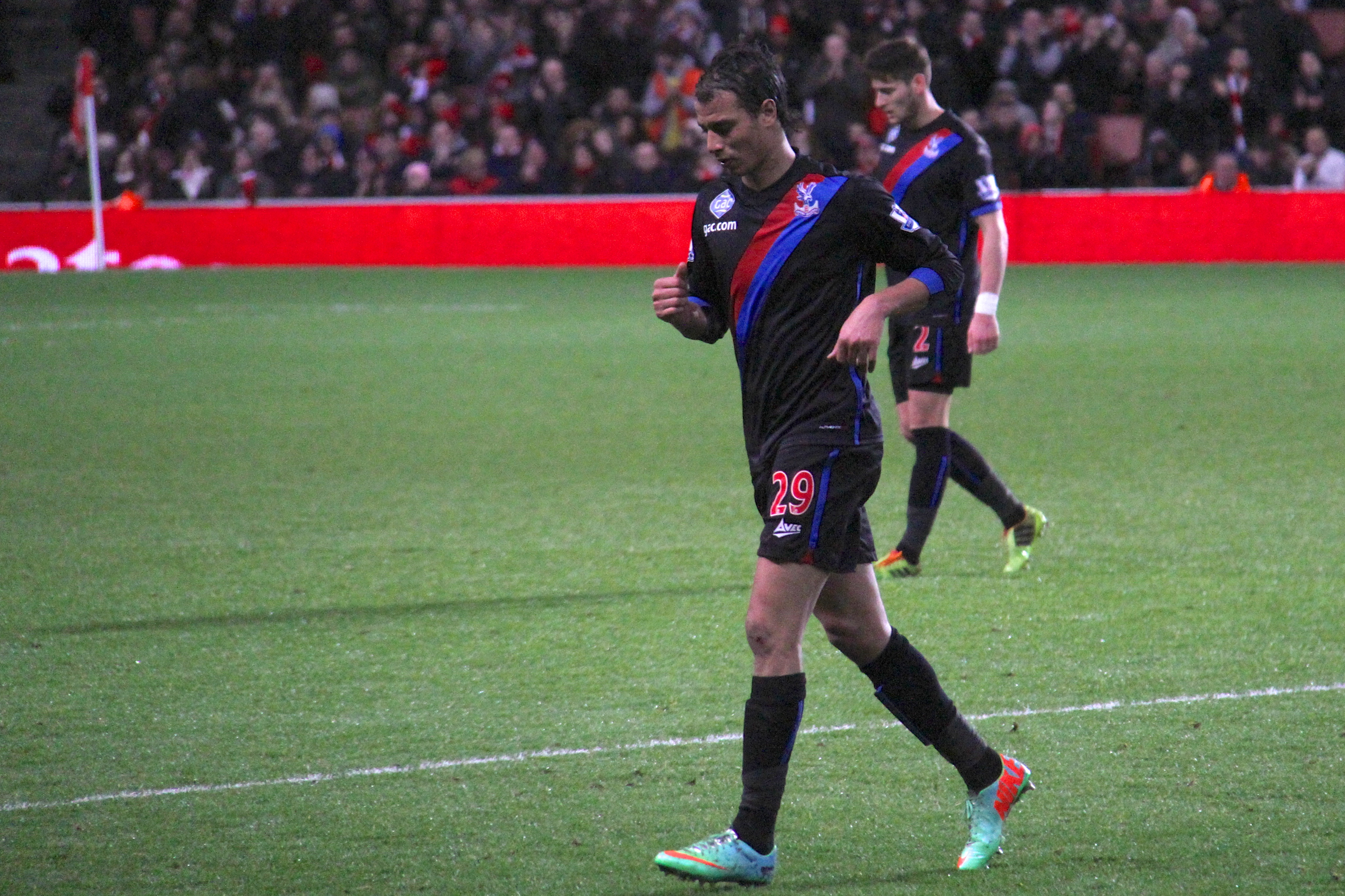
Маруан Шамах під час виступів за «Крістал Пелес». 2 лютого 2014 року.

### «Вест Гем Юнайтед»
В січні 2013 року Шамах на правах оренди перейшов до «Вест Гем Юнайтед», але до кінця сезону 2012/13 зіграв лише у трьох матчах за клуб.

### «Крістал Пелес»
Перед початком сезону 2013/14 Шамах перейшов до лондонського «Крістал Пелес», підписавши однорічний контракт. У першому сезоні Маруан зіграв у 34 матчах і забив 7 голів в усіх турнірах, після чого підписав новий дворічний контракт з клубом.
У сезоні 2014/2015 Маруан взяв участь у 20 матчах, у яких забив 4 голи та віддав 2 гольових передачі. В останньому турі чемпіонату Маруан Шамах своїм голом приніс своєму клубу 10 сходинку в таблиці.
Сезон 2015/2016 склався невдало для марокканського форварда. Через часті травми Шамах зіграв лише 12 матчів, лише 1 одного разу вийшов з перших хвилин.

### "Кардіфф Сіті"
У жовтні 2016 року Маруан Шамах підписав контракт з валійським клубом "Кардіфф Сіті", що виступає у Чемпіоншипі. Контракт був розрахований до січня 2017 року. У цьому клубі Шамах грав під 27-м номером. За валійський клуб Маруан Шамах зіграв лише 2 матчі(46 хвилин). Він зіграв проти "Хаддерсфілда" та "Ньюкасла" та встиг відзначитися гольовою передачею.
Після закінчення контракту перебував у статусі вільного агента, а 26 травня 2019 року офіційно оголосив про завершення своєї кар'єри.

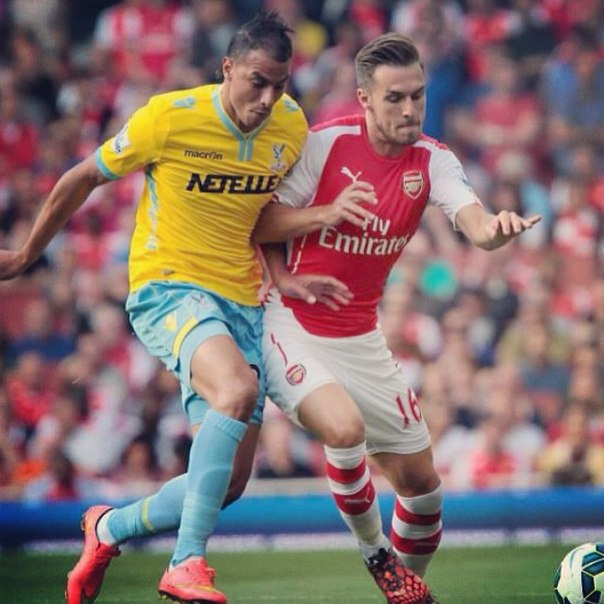
Маруан Шамах у матчі проти "Арсенала". 1 тур АПЛ. Сезон 2014/2015

## Кар'єра в збірній

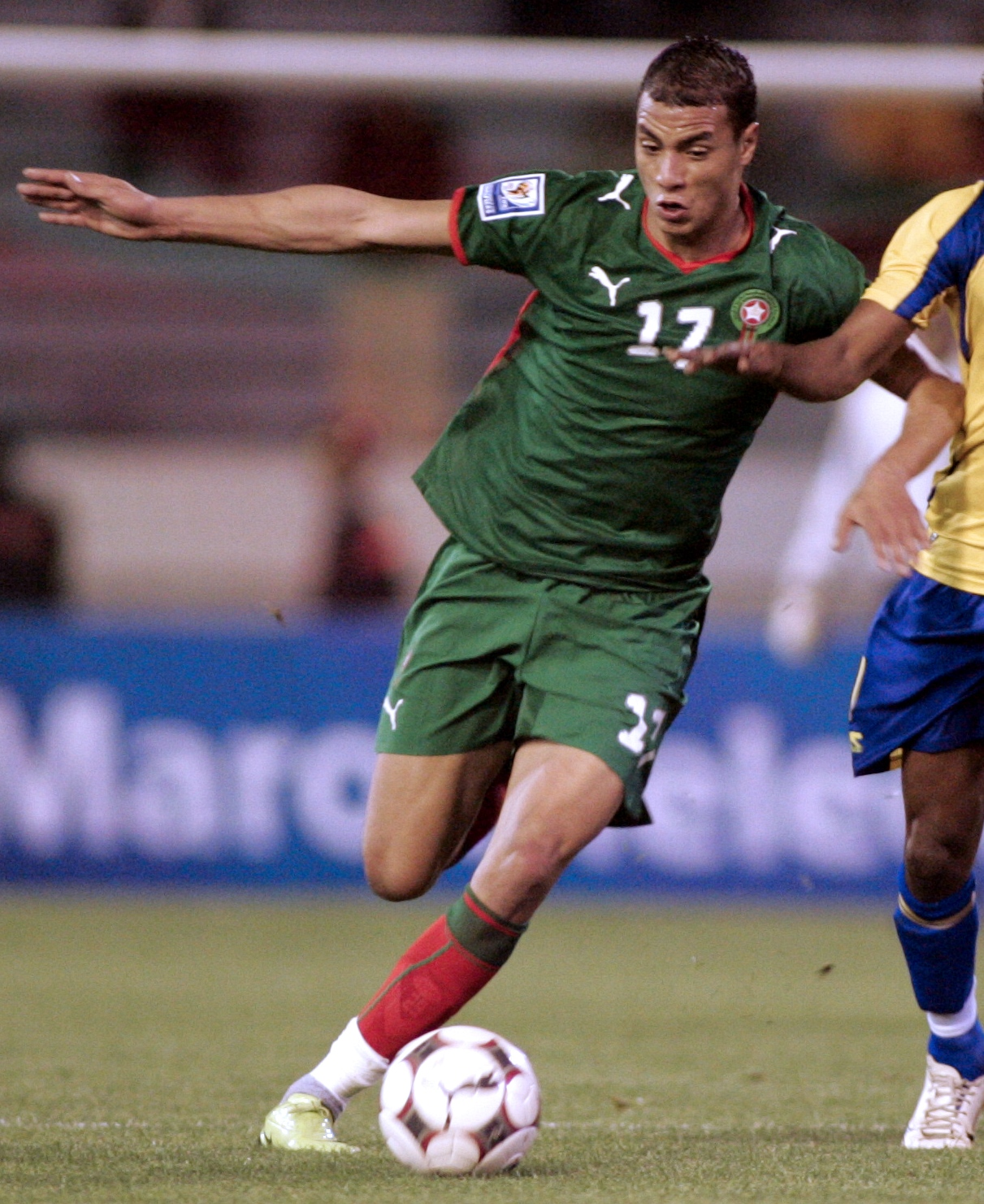
Маруан Шамах у складі національної збірної Марокко. 28 березня 2009 року.

Провів один матч за юнацьку збірну Франції.
З 2003 року виступає за національну збірну Марокко, разом з якою був учасником чотирьох Кубків африканських націй.

## Досягнення

### Командні
«Бордо»
- Чемпіон Франції: 2008-09
- Володар Кубка французької ліги: 2006-07, 2008-09
- Володар Суперкубка Франції: 2008, 2009

### Міжнародні
Марокко
- Кубок африканських націй срібні медалі: 2004

### Особисті
- Ліга 1 Команда року (2009-10)

## Статистика
| Клуб               | Сезон      | Чемпіонат | Чемпіонат | Кубок | Кубок | Єврокубки | Єврокубки | Всього | Всього |
| Клуб               | Сезон      | Ігри      | Голи      | Ігри  | Голи  | Ігри      | Голи      | Ігри   | Голи   |
| ------------------ | ---------- | --------- | --------- | ----- | ----- | --------- | --------- | ------ | ------ |
| «Бордо»            | 2002/03    | 10        | 1         | 0     | 0     | 0         | 0         | 8      | 0      |
| «Бордо»            | 2003/04    | 25        | 6         | 0     | 0     | 8         | 3         | 33     | 9      |
| «Бордо»            | 2004/05    | 33        | 10        | 0     | 0     | 0         | 0         | 33     | 10     |
| «Бордо»            | 2005/06    | 29        | 7         | 0     | 0     | 0         | 0         | 29     | 7      |
| «Бордо»            | 2006/07    | 29        | 5         | 3     | 0     | 4         | 0         | 36     | 5      |
| «Бордо»            | 2007/08    | 32        | 4         | 1     | 0     | 5         | 3         | 38     | 7      |
| «Бордо»            | 2008/09    | 34        | 13        | 2     | 3     | 6         | 5         | 42     | 22     |
| «Бордо»            | 2009/10    | 37        | 10        | 3     | 1     | 7         | 3         | 38     | 13     |
|                    | Всього     | 227       | 55        | 31    | 4     | 36        | 12        | 287    | 71     |
| «Арсенал»          | 2010/11    | 29        | 7         | 9     | 1     | 6         | 3         | 44     | 11     |
| «Арсенал»          | 2011/12    | 11        | 1         | 3     | 0     | 5         | 0         | 19     | 1      |
| «Арсенал»          | 2012/13    | 0         | 0         | 3     | 2     | 1         | 0         | 4      | 2      |
| «Арсенал»          | Всього     | 40        | 8         | 15    | 3     | 12        | 3         | 67     | 14     |
| «Вест Гем Юнайтед» | 2012/13    | 3         | 0         | —     | —     | —         | —         | 3      | 0      |
| «Вест Гем Юнайтед» | Всього     | 3         | 0         | 0     | 0     | 0         | 0         | 3      | 0      |
| «Крістал Пелас»    | 2013/14    | 32        | 5         | 2     | 1     | 0         | 0         | 34     | 6      |
| «Крістал Пелас»    | 2014/15    | 18        | 2         | 2     | 2     | 0         | 0         | 20     | 4      |
| «Крістал Пелас»    | 2015/16    | 10        | 0         | 2     | 0     | 0         | 0         | 12     | 0      |
| «Крістал Пелас»    | Всього     | 60        | 7         | 6     | 3     | 0         | 0         | 63     | 10     |
| За кар'єру         | За кар'єру | 330       | 71        | 52    | 10    | 50        | 19        | 435    | 100    |

Станом на 30 січня 2016